# 15581 Adamkelly
15581 Adamkelly è un asteroide della fascia principale. Scoperto nel 2000, presenta un'orbita caratterizzata da un semiasse maggiore pari a 2,611352 UA e da un'eccentricità di 0,050410, inclinata di 2,106711° rispetto all'eclittica. Ha un diametro di 4,271 km.